# Telemark (sci)

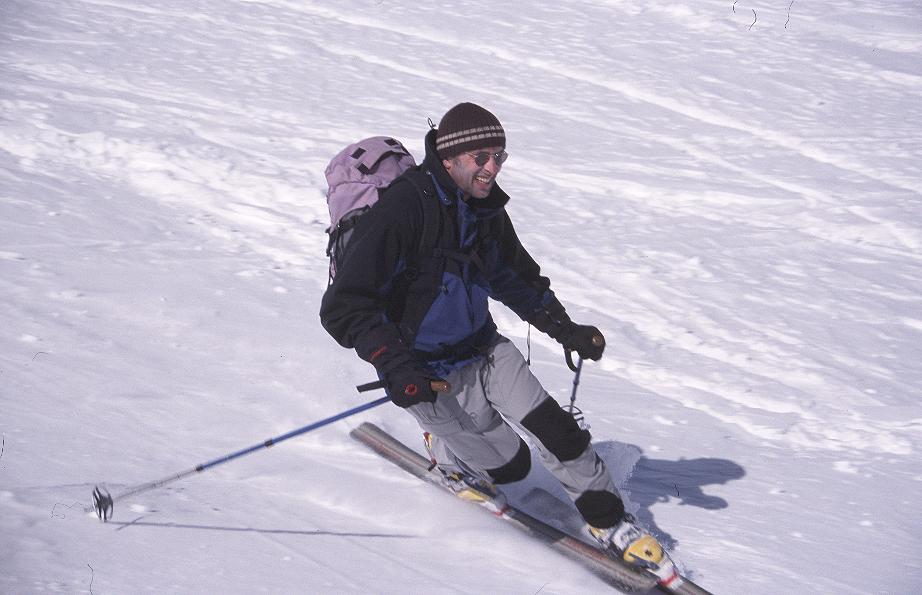
Uno sciatore a tallone libero effettua una curva

Il telemark è una tecnica sciistica, dello sci alpino e dello sci alpinismo, detta anche "a tallone libero".

## Storia

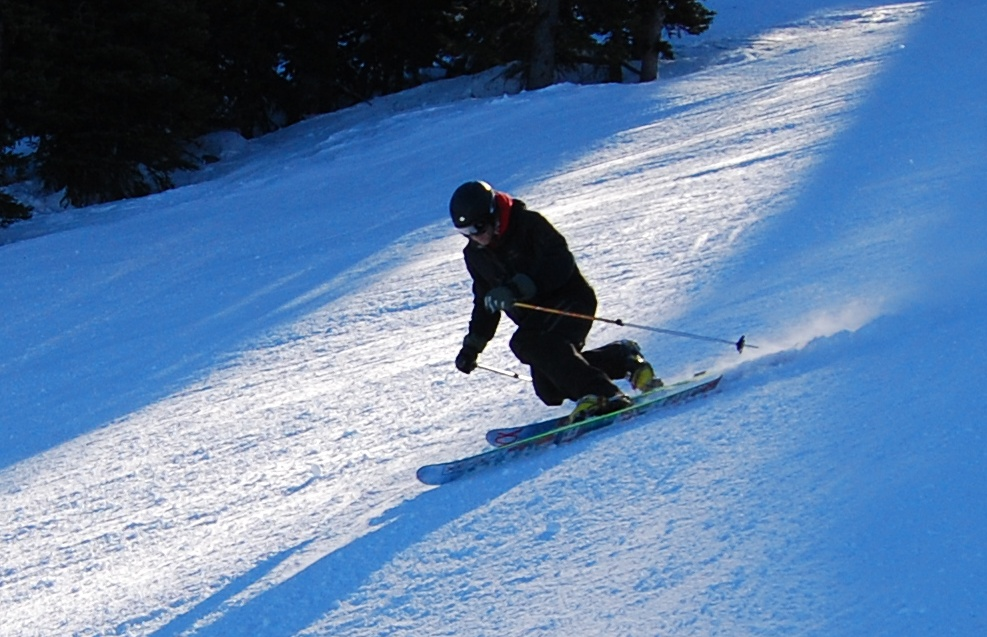
Chiusura di una curva

Questa tecnica fu inventata da Sondre Norheim, uno sciatore proveniente dalla ex contea norvegese di Telemark a metà dell'Ottocento. L'invenzione del telemark è comunemente considerata come l'inizio dello sci come sport. Con questa tecnica avvennero le prime gare di sci nel 1843 a Tromsø (Norvegia).
Prima dell'invenzione del Telemark risultava molto difficile per uno sciatore curvare o frenare. Per affrontare le discese ci si aiutava con lunghi bastoni, che frenavano gli sci e fungevano da "timone", mentre le discese più ripide andavano necessariamente affrontate a piedi. Ciò era dovuto principalmente all'attrezzatura disponibile allora, soprattutto agli scarponi di cuoio, che erano flessibili e non fornivano alcun sostegno al piede. Fino a quel momento infatti lo sci era sempre rimasto uno strumento per gli spostamenti in piano su terreni innevati. 
Il telemark invece permetteva agevoli cambi di direzione, aprendo così le porte alla discesa e alla velocità. La tecnica a tallone libero fu l'unica tecnica che permettesse di affrontare discese ripide e di effettuare curve agevolmente fino all'avvento della tecnica Stem Christiania (Da Christiania, antico nome di Oslo), nel 1910, che consisteva nel far ruotare lo sci a monte per iniziare la curva. Solo dopo la metà del Novecento furono sviluppate tecniche a sci paralleli col tallone bloccato.
Il telemark subì un netto declino negli anni 40, mentre prendeva invece piede lo sci alpino. La tecnica cominciò a tornare in voga negli Stati Uniti negli anni 70, quando si osservò una tendenza al "ritorno alle origini" in risposta allo sviluppo di equipaggiamenti per lo sci alpino sempre più tecnologici. La tecnica fu adottata anche dall'associazione Professional Ski Instructors of America, che ne diede una dimostrazione all'Interski tenutosi in Italia nel 1983.

## Descrizione

### Tecnica e attrezzatura

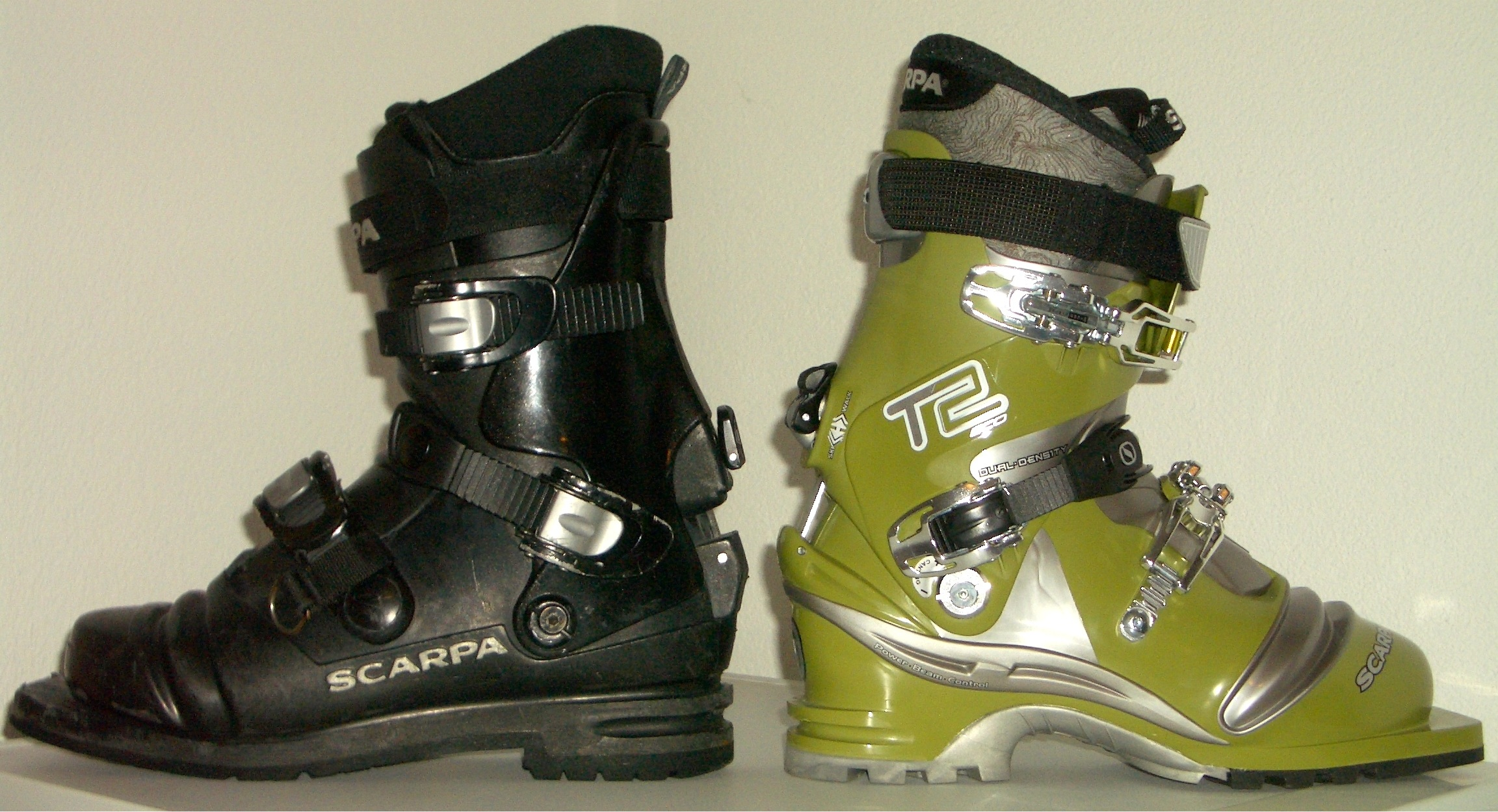
Scarponi 75 mm Scarpa Terminator e T2 Eco a confronto. Si noti il soffietto che permette la flessione dell'avampiede.

Posizione corretta per la discesa a tallone libero

Nel Telemark solo la punta del piede (avampiede) è collegata, mediante un apposito attacco, allo sci (esistono due standard: il classico 75 mm e il recente NTN). Per curvare lo sciatore deve spingere in avanti la gamba a valle e piegare il ginocchio della gamba a monte, quasi "inginocchiandosi" sullo sci. Il peso è distribuito equamente tra i due sci. Gli sci da telemark sono simili o identici a quelli usati nello sci alpino. Alcuni tipi di sci da telemark hanno una curvatura asimmetrica tra l'interno e l'esterno dello sci. Gli scarponi, oltre che in flessibilità e leggerezza, differiscono da quelli utilizzati nello sci alpino principalmente nella punta che costituisce l'unico punto di attacco dello scarpone con lo sci e per la presenza di un soffietto, in materiale morbido, che permette la flessione dell'avampiede (il sistema del soffietto è stato creato dalla SCARPA). Anche gli attacchi vincolano solo la punta dello scarpone (avampiede), come avviene nello sci da fondo. Il telemark è molto utilizzato nell'escursionismo invernale e nello sci alpinismo.

### Telemark Moderno
Sebbene il Telemark affondi le sue radici nella cultura montana Norvegese, con il tempo ha iniziato a prendere piede un po' ovunque nel mondo e fu possibile grazie al libro scritto da S. Eriksen "Come and Ski with Me" nel 1971. Un declino in popolarità si ebbe successivamente a partire dagli anni '90 quando lo standard di mercato divennero gli sci a tallone fisso e per mano dell'introduzione delle moderne tecniche con gli sci in parallelo.

## Competizioni
La Federazione Internazionale Sci organizza annualmente competizioni di telemark, tra cui la Coppa del Mondo, i Campionati mondiali, nazionali e juniores, e Gare FIS.
Le specialità sono tre: il classico, lo sprint e lo sprint parallelo.